# Ryūhō (1942)
El Ryūhō fue un portaaviones que sirvió en la Armada Imperial Japonesa durante la Segunda Guerra Mundial. 

## Historia
Botado inicialmente como el buque nodriza de submarinos Taigei, el 20 de diciembre de 1941 es trasladado a los astilleros de Kure para su transformación en portaaviones. Mientras está en dique seco, es atacado por varios participantes de la incursión Doolittle el 18 de abril de 1942. Los daños no son graves, pero hay siete bajas.

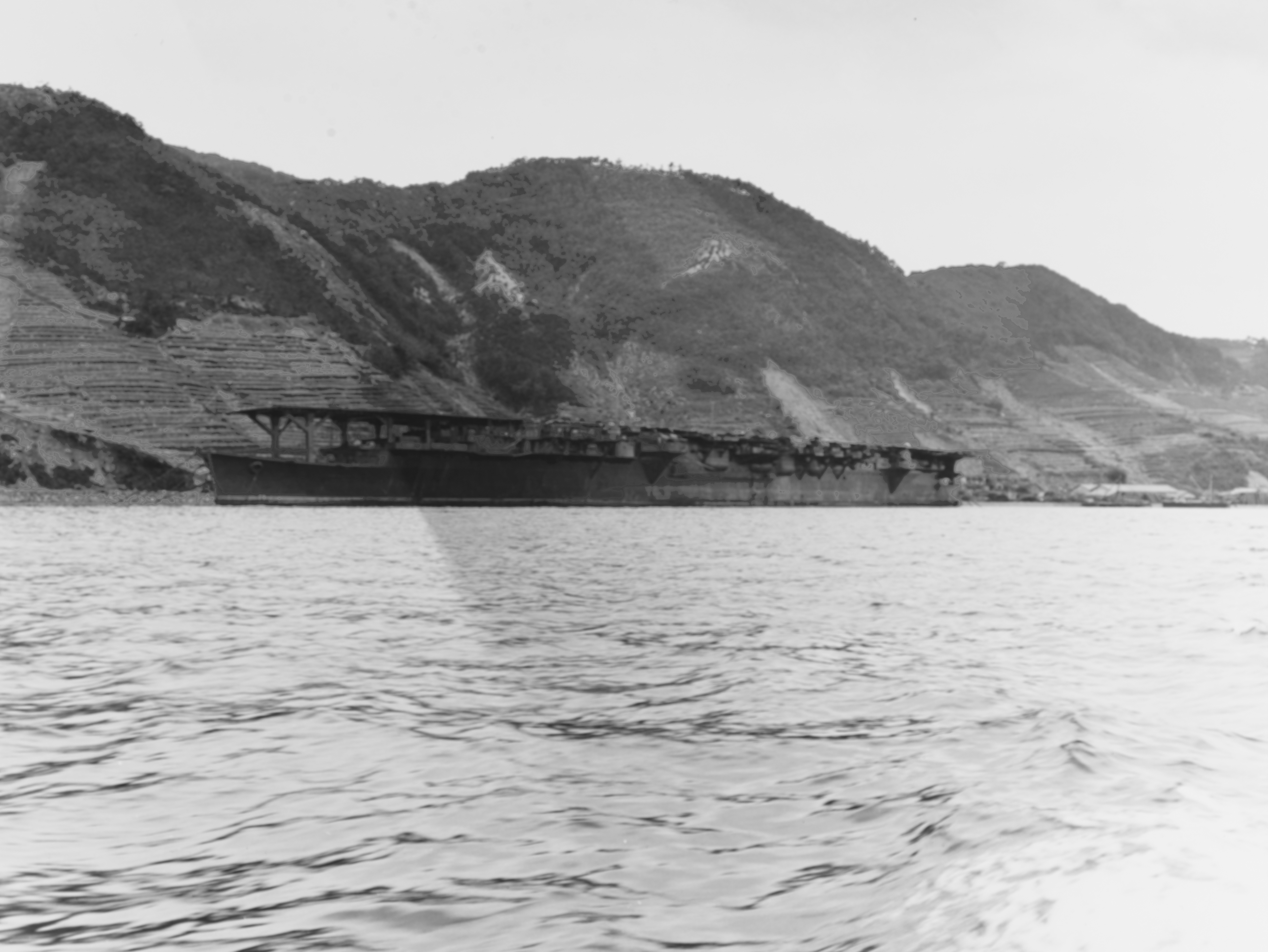
El Ryūhō en Kure, 1945.

El 30 de noviembre de 1942 concluye la conversión, siendo rebautizado como Ryūhō y asignado a la 3.ª Flota. Toma el mando el capitán Nobishiro Soma. Sufre daños el 12 de diciembre por un torpedo lanzado por el submarino estadounidense USS Drum. En 1944, durante la batalla del Mar de Filipinas lanza un ataque contra la Task Force 58, en el que la mayor parte de su grupo aéreo es destruido por la artillería antiaérea estadounidense y los cazas Hellcat. Por su parte, recibió el ataque de cuatro Avenger del portaaviones USS Enterprise, cuyas bombas no le alcanzaron.
El 19 de marzo de 1945 es alcanzado por tres bombas y varios cohetes lanzados por bombarderos en picado estadounidenses, dañando la cubierta y una caldera. El 1 de abril alcanza Kure mientras es escoltado por el portaaviones Hōshō. Los daños son considerados demasiado grandes para repararlos, y el Ryūhō es amarrado en la cercana isla de Etajima, donde permanecerá inactivo hasta el final de la guerra.